# Madam Who?
Madame Who? es una película de drama mudo estadounidense de 1918 dirigida por Reginald Barker y protagonizada por Bessie Barriscale. Fue producida por Paralta Plays y distribuido a través de WW Hodkinson Corporation y General Film Company.
Sobrevive en la Biblioteca de Congreso de los Estados Unidos, incompleta.

## Reparto
- Bessie Barriscale como Jeanne Beaufort
- Edward Coxen como John Armitage
- Howard Hickman como Henry Morgan
- Joseph J. Dowling como 'Parson' John Kennedy
- David Hartford como Alan Crandall
- Fanny Midgley como la Sra. Howard
- Nick Cogley como Mose
- Eugene Pallette como el teniente Conroy
- Wallace Worsley como Albert Lockhart
- Clarence Barr como el Presidente Abraham Lincoln
- Bert Hadley como General Grant